# Матчино (Московская область)
Матчино — деревня в городском округе Домодедово Московской области.

## География
Находится в южной части Московской области на расстоянии приблизительно 21 км на юг по прямой от железнодорожной станции Домодедово.

## История
Известна с 1646 года как деревня на двенадцать крестьянских дворов с тридцатью двумя мужчинами.

## Население
Постоянное население составляло 5 человек в 2002 году (русские 100 %), 13 в 2010.